# Podomyrma laevifrons
Podomyrma laevifrons é uma espécie de formiga do gênero Podomyrma, pertencente à subfamília Myrmicinae.